# Fuchi Patera
Fuchi Patera est une patera, ou un cratère aux contours festonnés, située sur le satellite galiléen Io de la planète Jupiter. Elle mesure approximativement 64 km de diamètre et est localisée par 28,34° N et 327,57° W. Elle est nommée selon le nom du dieu du feu Fuchi du peuple Aïnou. Son nom a été adopté par l'union astronomique internationale en 1979,. Manua Patera est localisée au nord-nord-est de Fuchi et Amaterasu Patera au nord-est.